# Ted Schroeder

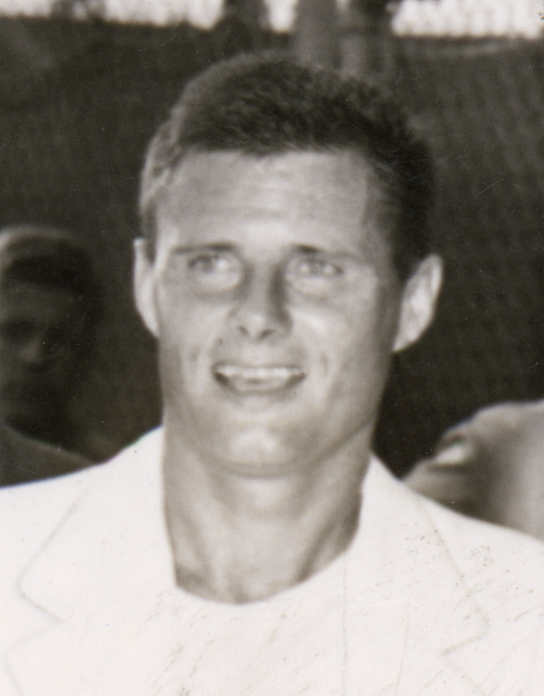
Ted Schroeder

Fredrick Rudolph „Ted“ Schroeder junior (* 21. Juli 1921 in Newark, New Jersey; † 26. Mai 2006 in La Jolla, San Diego, Kalifornien) war ein US-amerikanischer Tennisspieler.

## Karriere
Schroeder gewann 1949 das Herreneinzel in Wimbledon und erreichte im gleichen Jahr auch das Doppel-Finale. Bei den US Open siegte er 1942 im Einzel und 1940, 1941 sowie 1947 im Doppel. Außerdem war Schroeder von 1946 bis 1951 für die USA im Davis Cup aktiv. 1966 erfolgte die Aufnahme in die International Tennis Hall of Fame.